# Daskyleion
Daskyleion is een stad die omstreeks 700 v.Chr. gesticht werd door de Lydische koning Daskylos. Ze ligt 30 km van Bandırma nabij het Meer van Manyas niet ver van het dorp Ergili.
De Perzische satrapen onder Xerxes vestigden zich hier in de Achaemenidische tijd. Daskyleion blijft deel uitmaken van het Perzische rijk tot 330 v.Chr., van waaruit men de Dardanellen controleerde. Vandaag de dag nog getuigen plaatsnamen van de grote politieke invloed van de satrapie in Klein-Azië.
Daskyleion werd in 1952 door Kurt Bittel en Ekrem Akurgal ontdekt. Akurgal groef hier van 1954 tot 1960 op, sinds 1988 graaft daar de Turkse archeologe Tomris Bakır op. De vondsten bevinden zich in het nieuwe museum van Bandırma.
In oktober 2005 werd er door archeologen een ander paleis van de Perzische satraap Artabazos (447 v.Chr.) ontdekt, waartoe ook een eigenaardige Zoroastrische tempel behoort, die als vermoedelijk meest westelijke getuigenis van de Perzische Zarathustracultus geldt.
Het Perzische paleis werd met de stenen en reliëfs van oudere paleizen gebouwd, zodat verdere ontdekkingen mogen worden verwacht.